# Ange Bawou
Ange Gabrielle Bawou, née le 12 février 2000, est une footballeuse camerounaise jouant au poste de gardien de but avec le club Biik Kazygurt. 
En 2002, elle est désignée Gant d'or de la meilleure gardienne au championnat national nigérian avec le club Bayelsa Queens.

## Biographie

### Débuts
Ange Bawou est née le 12 février 2000 au Cameroun. Elle entame sa carrière au Social Club du Mbam à Bafia. En 2016 elle intègre le Louves  Miniproff à Yaoundé. Elle participe à la Coupe du Monde Féminine U17 en 2016. En 2019, est médaillée d'argent au Jeux africains de 2019. 

### Carrière
En 2020, Ange Bawou est sélectionnée à l'équipe nationale féminine du Cameroun lors des qualifications Olympique Féminin de la CAF.  De 2021 à 2022, elle est titulaire au club nigérian Bayelsa Queens. En 2022, son club est vainqueur du championnat national et la gardienne reçoit le gant d'or de l'année. 
En 2022, elle participe également à la League des champions organisée par la CAF. Dans cette compétition, elle est élue meilleure joueuse du match lors d'une rencontre qui oppose son club Bayelsa Queens à TP Mazembe. 
Elle est sélectionnée pour la CAN Féminine 2022 au Maroc avec l'équipe nationale du Cameroun.
En 2023, elle figure dans le top 10 des meilleures gardiennes d'Afrique de la Caf et est nommée aux Awards de l'instance faitière du football africain en tant que meilleure gardienne.  
En 2023, elle signe avec le club kazakh Biik Kazygurt.  

## Palmarès
- 2022: Champion du Championnat du Nigeria féminin de football

## Prix et récompenses
- 2022: Gant d'or de l'année au championnat national du Nigéria